# الجدل حول تعليق البرلمان البريطاني 2019
في 28 أغسطس 2019، أمرت الملكة إليزابيث الثانية بتعليق برلمان المملكة المتحدة بناء على مشورة رئيس الوزراء المحافظ بوريس جونسون، ليتبين فيما بعد أن هذه المشورة لم تكن شرعية. وكان من المقرر أن يكون تعليق البرلمان أو كفّه نافذًا بين 9 و12 سبتمبر 2019  ويستمر ذلك حتى الافتتاح الرسمي للبرلمان في 14 أكتوبر 2019، وفي هذه الحالة عُلق البرلمان بين 10 و24 سبتمبر. وبما أنه كان من المقرر تعليق البرلمان لمدة خمسة أسابيع واستئناف انعقاده قبل 17 يومًا فقط من انسحاب المملكة المتحدة المقرر من الاتحاد الأوروبي في 31 أكتوبر 2019 ، اعتبر العديد من السياسيين والمعلقين السياسيين المعارضين هذه الخطوة محاولة مثيرة للجدل وغير شرعية من جانب رئيس الوزراء لتفادي التدقيق البرلماني في خطط بريكزت الحكومية في الأسابيع الأخيرة التي سبقت انسحاب المملكة المتحدة من الاتحاد الأوروبي. ويدافع جونسون وحكومته عن تعليق البرلمان باعتباره عملية سياسية روتينية تتبع عادة اختيار رئيس وزراء جديد وستسمح للحكومة بإعادة التركيز على جدول أعمال تشريعي.
في أوائل سبتمبر 2019 ، حكم القضاة في محكمة العدل العليا والمجلس الخارجي للمحكمة المدنية العليا -المحكمتان الابتدائيتان الإنجليزية والاسكتلندية- بأن المسألة لا تخضع للمراجعة القضائية لأنها قرار سياسي؛ ألغى طعن في القضية الأخيرة أمام المجلس الداخلي للمحكمة المدنية العليا الحكم الصادر عن المجلس الخارجي وحكم بأن تعليق البرلمان قابل للمقاضاة وغير قانوني. ولحل الخلافات في الرأي بين المحاكم، تم استئناف القضيتين أمام المحكمة العليا في المملكة المتحدة التي حكمت بالإجماع في 24 سبتمبر في قضية آر (ميلر) ضد رئيس الوزراء وشيري ضد المحامي العام لاسكتلندا بأن التعليق قابل للمقاضاة وغير قانوني؛ وبناء على ذلك، أُبطل الأمر المجلسي القاضي بالتعليق واعتُبر تعليق البرلمان «باطلًا وليس له أي نفوذ [قانوني]». وعندما استؤنف البرلمان في اليوم التالي، شُطبت مراسم التعليق من يومية مجلس العموم واستمرت الأعمال كما لو أن المراسم لم تحدث قط. وبدأت عملية تعليق ثانية أقصر بكثير، هذه المرة لمدة ستة أيام في 8 أكتوبر.

## خلفية
إن تعليق البرلمان عملية سياسية تمثل نهاية جلسة تشريعية، وتشير أيضًا إلى الفترة الفاصلة بين نهاية دورة برلمانية وبدء أخرى. وخلال عملية التعليق، لا ينعقد البرلمان ولا تجتمع لجانه، وجميع الالتماسات والأسئلة غير المُجابة ومشاريع القوانين التي لم تلقَ الموافقة الملكية بعدْ مصيرها الانقضاء التلقائي، ما لم يكن هناك ما يسمى «الالتماس المستمر» ليسمح باستئناف الأعمال في الدورة المقدمة. التعليق هي سلطة بموجب الصلاحية الملكية وتأمر بها الملكة-في-المجلس؛ أي الملكة تحت مشورة المجلس الخاص. ويبدأ سريان حكم التعليق عندما يُتلا الإعلان الملكي الآمر بالتعليق على مجلسي البرلمان؛ وعند هذه النقطة، لا يجتمع البرلمان مرة أخرى إلى حين الافتتاح الرسمي للبرلمان بعد بضعة أيام. والتعليق يختلف عن انفضاض البرلمان والعطلة البرلمانية، وهي فترات توقف قصيرة لا توقف جميع الأعمال البرلمانية. منذ عام 1854، يتولى مفوضو التاج مهمة التعليق بالنيابة عن الملك.
تاريخيًا، كان تعليق البرلمان هو القاعدة؛ ولا يقوم الملك عادة باستدعاء البرلمان إلا للموافقة على الضرائب الملكية وتعليق الهيئة من جديد بإجراءات موجزة. استُخدم التعليق كتكتيك ملكي لتجنب الرقابة البرلمانية؛ أوقفت إليزابيث الأولى البرلمان عام 1578 لمنع المناقشة العامة بأمر توددها لفرانسيس، دوق أنجو. وجاءت نقطة التحول في مقدمة الحرب الأهلية الإنجليزية عندما علّق تشارلز الأول برلمانه الثالث. واعترض البرلمان على فرض الضرائب الملكية وأصدر التماس الحق ردًا على إجراءات الملك. وعندما أعلن جون فينش  -رئيس مجلس العموم آنذاك- انتهاء الجلسة، قُمع فينش من قِبل أعضاء البرلمان المستشيطين غضبًا، الأمر الذي حال على الفور دون إغلاق البرلمان إلى أن أقر العموم عدة مقترحات تدين إساءة استعمال الملك للسلطة. وبعد أن استهل البرلمان الحكم، حكم تشارلز الأول بمفرده لمدة أحد عشر عامًا -بل وحاول إغلاق برلمان اسكتلندا في عام 1638- ولم يستدعِ البرلمان إلا في عام 1640 لتمرير المزيد من الضرائب. أصدر المجلس الثاني للبرلمان في ذلك العام -البرلمان الطويل المعروف- تشريعًا منع تعليق البرلمان أو حله دون موافقته. في هذه الحالة، بقي دون تغيير لعشرين عامًا طوال الحرب الأهلية الإنجليزية، وفترة خلو العرش، والاسترداد رغم تطهير برايد عام 1648 الذي أنشأ برلمان الرامب وطرد أوليفر كرومويل من البرلمان الطويل وعقد جمعية بديلة في 1653.
رغم أن تعليق البرلمان لا يشكل موضع جدل عادةً، فقد كانت هناك عدة تعليقات جديرة بالملاحظة خلال النزاعات السياسية الكبرى. عام 1774، علّق جورج الثالث، بناءً على نصيحة اللورد نورث، البرلمان بعد إقرار قانون كيبيك، وهو أحد العوامل التي أشعلت فتيل الثورة الأميركية؛ وفي عام 1831، أخذ أقرانه يتقدمون إلى برلمان ويليام الرابع بعد أن هزم مجلس العموم مشروع قانون الإصلاح الأول الذي سعى إلى توسيع نطاق الامتيازات؛ وفي عام 1948، دعا كليمنت أتلي إلى عقد جلسة برلمانية مبدئية قصيرة نُظمت بعد عشرة أيام للتعجيل بإصدار قانون البرلمان لعام 1949؛ وفي عام 1997، نصح جون ميجر بإجراء تعليق مبكر قبل الانتخابات العامة في مايو بالتزامن مع تأجج «قضية المال لقاء الأسئلة».
حدثت عملية تعطيل البرلمان الأكثر إثارة للجدل في الآونة الأخيرة عام 2008 في كندا؛ إذ نصح ستيفن هاربر، رئيس الوزراء وزعيم حكومة المحافظين الأقلية، الحاكم العام، ميكائيل جان، بتعطيل البرلمان قبل وضع الميزانية. آنذاك، خطط الحزبان الليبرالي والديمقراطي الجديد لتشكيل حكومة بديلة بدعم من الكتلة الكيبيكية ؛ وأرجأ التعطيل اقتراح حجب الثقة عن حكومة هاربر وبحلول الوقت الذي انعقد فيه البرلمان مرة أخرى انهار الاتفاق بين أحزاب المعارضة وبقي هاربر في منصبه. وقد نصح هاربر بشكل مثير للجدل جان بأن يعطل البرلمان مرة أخرى في أواخر عام 2009 إلى ما بعد الألعاب الأولمبية الشتوية عام 2010؛ إذ كان هاربر يخضع آنذاك لتحقيق دقيق حول دوره في قضية المعتقلين الأفغان. وكانت هناك أزمة مماثلة تتعلق باستغلال السلطات الملكية لكسر الجمود البرلماني حدثت في أستراليا في عام 1975؛ وقام الحاكم العام جون كير بإقالة رئيس الوزراء غوف وايتلام بشكل مثير للجدل، وحل محله زعيم المعارضة مالكولم فرايزر الذي تولى قيادة الأغلبية في مجلس الشيوخ. أقر مجلس النواب الذي يسيطر عليه حزب العمال الأسترالي التماسًا بحجب الثقة عن فرايزر لكنه لم يتمكن من إعادة تنصيب وايتلام قبل أن يحل كير البرلمان قبل الانتخابات الاتحادية.